# Grand tremplin de Titlis
Le grand tremplin de Titlis (allemand : Gross-Titlis-Schanze) est un tremplin de saut à ski situé à Engelberg en Suisse.